# Vita frun (opera)
Vita frun (La dame blanche) är en opéra comique i tre akter av François Adrien Boïeldieu och med text av Eugène Scribe efter Sir Walter Scotts romaner Guy Mannering och The Monastery (Klostret).

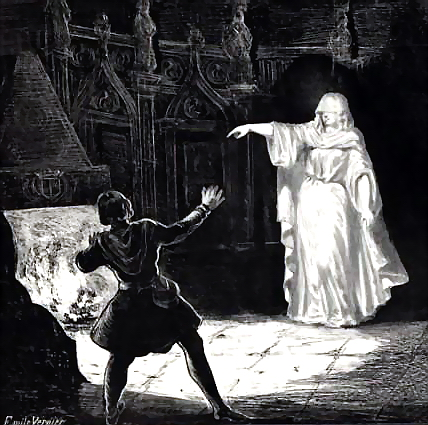
Illustration till Vita frun

## Historia
Genom Scotts romaner kom Skottland med dess klanstrider och slottsspöken på modet i början av 1800-talet. Tonsättarna trollbands av den fascinerande lokalfärgen i hans dramatiska effektfulla berättelser. På de europeiska scenerna dök i rask följd upp otaliga operor, som var mer eller mindre baserade på Scotts berättelser. Rossini, som alltid hade näsa för nya trender, hörde till de första i raden med sin opera La donna del lago (Sjöfröken eller Kvinnan från sjön) 1819. Han följdes av sina yngre kolleger Donizetti och Vincenzo Bellini (Lucia di Lammermoor respektive Puritanerna, båda 1835). Inte heller Frankrike lyckades undgå trenden och där tillkom Daniel Aubers Leicester 1823 samt Boieldieus Vita frun 1825.
Att handlingen är förlagd till Skottland kommer för övrigt endast fram på några enstaka ställen, till exempel i den skotska folkvisan (akt III) vars melodi Boieldieu hämtade från en skotsk ballad. Huvudpersonerna är inte nationellt karakteriserade, men sticker ut i jämförelse med de okomplicerade rollgestalter som vanligen förekommer inom opéra-comique. Detta gäller främst Anna, som i sin egenskap av regelrätt hjältinna ställer alla de andra i skuggan. I opéra-comique knyts musiknumren samman av talad dialog. Boieldieu håller sig till den traditionen, men komponerar även dramatiska recitativ. I auktionsscenen, som utgör andra aktens final, förtätas spänningen.
Operan uruppfördes 10 december 1825 på Opéra-Comique i Paris och blev en stor succé. I Frankrike var operan en av de mest spelade under hela 1800-talet. 1862 hade Opéra-Comique spelat operan mer än 1000 gånger. På bara några få månader efter premiären spelades den på flera operahus i Europa. Den svenska premiären skedde 31 januari 1827 på Kungliga Operan i Stockholm.

## Personer
- Gaveston/Marley, slottet Avenels förvaltare (basstämma)
- Anns, hans myndling (sopran)
- Georges/George, engelsk officer (tenor)
- Dickson, arrendator (tenor)
- Jenny, hans fru (sopran)
- Marguerite, trotjänarinna till greven av Avenel (sopran)
- MacIrton, fredsdomare (basstämma)
- Gabriel, Dicksons dräng (basstämma)

## Handling
En skotsk by i mitten av 1700-talet.
Akt I
Arrendatorn Dickson skall hålla dop för sin nyfödde son. Men faddern har blivit förhindrad att närvara. Dickson har dock visat soldaten Georges gästfrihet och denne rycker därför in i fadderns ställe. Georges saknar familj och det enda han kan minnas är att han har vuxit upp i Skottland någonstans där det fanns många tjänare och en ung flicka och en gammal kvinna som sjöng för honom. Dickson berättar för honom om slottet Avenel i trakten vars arvinge har försvunnit. Nu ska det gå på auktion. Man fruktar att förvaltaren Gaveston ska bjuda och därför vill alla i trakten gå samman och förhindra det. Dickson har Vita frun, spöket på slottet, att tacka för sin goda lycka och behöver bara hörsamma hennes befallningar. Den här kvällen har hon kallat honom till sig på slottet. Dickson är rädd för att bege sig till slottet, så Georges beger sig dit i hans ställe.
Akt II
På slottet bor gamla Marguerite. Hon får besök av Anna, som har vuxit upp på slottet och nu är Gavestons myndling. Anna berättar att hon på en resa har förälskat sig i en ung officer som hon vårdade då han var sårad. Gaveston har misskött godset för att själv kunna köpa det. Han låter motvilligt Georges övernatta på slottet. I soldaten känner Anna igen den sårade officeren och sin forne barndomsvän, den bortförde grevesonen Julien. Under natten visar hon sig för honom som Vita frun och befaller honom att till varje pris bjuda över Gaveston. Georges förklarar henne sin kärlek och hon lovar att de skall ses igen dagen efter, då hon ämnar ge honom Vita fruns budskap. 
Vid auktionen bjuder Gaveston över arrendatorerna, som gemensamt försöker köpa godset, men blir själv övertrumfad av Georges, som i själva verket inte äger en krona och som skulle hamna i fängelset om detta blev känt.
Akt III
Den gamla grevinnan har en gång anförtrott Anna att familjeförmögenheten är placerad i en skulptur som föreställe "Vita frun", och med Marguerites hjälp hittar hon skrinet i kapellet. I riddarsalen hälsar byfolket sin nye herre och Anna erinrar sig sin barndom tillsammans med Julien. När Gaveston kräver att Georges ska erlägga köpesumman, dyker Vita frun upp med skrinet och överlämnar till soldaten Georges Avenels undangömda skatt och dessutom ett dokument som bekräftar hans identitet som greve Julien Avenel. Gaveston avslöjar spöket: Det är hans egen myndling. Greve Julien gör nu Anna till grevinnan Avenel.

## Diskografi (urval)
- La Dame Blanche. Rockwell Blake, Naouri, Fouchécourt, Deletré, Massis, Delunsch, Brunet, Dehont, Vajou. Le Chœur de Radio France. Paris ensembleorkester. Minkowski, dirigent. EMI 3 951118-2. 2 cd.[1]